# 剛果克拉通
剛果克拉通（Congo craton）是個遠古克拉通，形成於前寒武紀，與卡普瓦克拉通、辛巴威克拉通、坦尚尼亞克拉通、西非克拉通構成現今的非洲。這些克拉通形成於36億年前到20億年前，並在20億年前到3億年前聚合成非洲大陸。
剛果克拉通的範圍從蘇丹到剛果民主共和國開賽地區到安哥拉，涵蓋到部分的加彭、喀麥隆、中非共和國、尚比亞，面積相當於美國。